# Copa de la WE League 2023-24
La Copa de la WE League 2023-24 fue la segunda edición de esta copa oficial de fútbol femenino japonesa. El torneo comenzó el 26 de agosto y finalizó el 14 de octubre de 2023.

## Formato
El torneo fue diputado por los doce clubes participantes de la WE League divididos en dos grupos de seis equipos. El sorteo de los grupos se realizó el 2 de febrero de 2023. Cada equipo jugó un partido contra cada integrante de su grupo. Los dos primeros de cada grupo clasificaron a la final por el título.
|                | Ronda | Fecha                                   |
| -------------- | ----- | --------------------------------------- |
| Fase de grupos | 1     | 26–27 de agosto de 2023                 |
| Fase de grupos | 2     | 2–3 de septiembre de 2023               |
| Fase de grupos | 3     | 9–10 de septiembre de 2023              |
| Fase de grupos | 4     | 16–17 de septiembre de 2023             |
| Fase de grupos | 5     | 30 de septiembre – 1 de octubre de 2023 |
| Final          | Final | 14 de octubre de 2023                   |

## Fase de grupos

### Grupo A
|                     | Equipo                            | Puntos | J | G | E | P | GF | GC | DG |
| ------------------- | --------------------------------- | ------ | - | - | - | - | -- | -- | -- |
| 1                   | Sanfrecce Hiroshima Regina        | 13     | 5 | 4 | 1 | 0 | 10 | 4  | +6 |
| 2                   | Cerezo Osaka Yanmar               | 10     | 5 | 3 | 1 | 1 | 8  | 3  | +5 |
| 3                   | Urawa Red Diamonds                | 8      | 5 | 2 | 2 | 1 | 10 | 4  | +6 |
| 4                   | JEF United Chiba                  | 6      | 5 | 1 | 3 | 1 | 5  | 6  | -1 |
| 5                   | Nojima Stella Kanagawa Sagamihara | 2      | 5 | 0 | 2 | 3 | 2  | 9  | -7 |
| 6                   | Mynavi Sendai                     | 1      | 5 | 0 | 1 | 4 | 3  | 12 | -9 |
| Fuente: weleague.jp |                                   |        |   |   |   |   |    |    |    |

| 26 de agosto de 2023 Fecha 1 | Urawa Red Diamonds | 2–2     | JEF United Chiba | Saitama                       |  |
|                              |                    | Reporte |                  | Estadio: Urawa Komaba Stadium |  |

| 26 de agosto de 2023 Fecha 1 | Nojima Stella | 0–2     | Cerezo Osaka Yanmar | Sagamihara                       |  |
|                              |               | Reporte |                     | Estadio: Sagamihara Gion Stadium |  |

| 26 de agosto de 2023 Fecha 1 | Sanfrecce Hiroshima | 4–1     | Mynavi Sendai | Hiroshima                             |  |
|                              |                     | Reporte |               | Estadio: Hiroshima Football Stadium 1 |  |

| 2 de septiembre de 2023 Fecha 2 | Mynavi Sendai | 0–1     | JEF United Chiba | Sendai                         |  |
|                                 |               | Reporte |                  | Estadio: Yurtec Stadium Sendai |  |

| 2 de septiembre de 2023 Fecha 2 | Nojima Stella | 0–4     | Urawa Red Diamonds | Sagamihara                       |  |
|                                 |               | Reporte |                    | Estadio: Sagamihara Gion Stadium |  |

| 3 de septiembre de 2023 Fecha 2 | Cerezo Osaka Yanmar | 1–2     | Sanfrecce Hiroshima | Osaka                          |  |
|                                 |                     | Reporte |                     | Estadio: Yodoko Sakura Stadium |  |

| 9 de septiembre de 2023 Fecha 3 | Mynavi Sendai | 0–3     | Urawa Red Diamonds | Sendai                         |  |
|                                 |               | Reporte |                    | Estadio: Yurtec Stadium Sendai |  |

| 9 de septiembre de 2023 Fecha 3 | Sanfrecce Hiroshima | 1–0     | Nojima Stella | Hiroshima                             |  |
|                                 |                     | Reporte |               | Estadio: Hiroshima Football Stadium 1 |  |

| 10 de septiembre de 2023 Fecha 3 | JEF United Chiba | 0–2     | Cerezo Osaka Yanmar | Chiba                        |  |
|                                  |                  | Reporte |                     | Estadio: Fukuda Denshi Arena |  |

| 16 de septiembre de 2023 Fecha 4 | Cerezo Osaka Yanmar | 3–1     | Mynavi Sendai | Osaka                          |  |
|                                  |                     | Reporte |               | Estadio: Estadio Yodoko Sakura |  |

| 17 de septiembre de 2023 Fecha 4 | Urawa Red Diamonds | 1–2     | Sanfrecce Hiroshima | Saitama                       |  |
|                                  |                    | Reporte |                     | Estadio: Urawa Komaba Stadium |  |

| 17 de septiembre de 2023 Fecha 4 | Nojima Stella | 1–1     | JEF United Chiba | Sagamihara                       |  |
|                                  |               | Reporte |                  | Estadio: Sagamihara Gion Stadium |  |

| 30 de septiembre de 2023 Fecha 5 | JEF United Chiba | 1–1     | Sanfrecce Hiroshima | Chiba                        |  |
|                                  |                  | Reporte |                     | Estadio: Fukuda Denshi Arena |  |

| 1 de octubre de 2023 Fecha 5 | Cerezo Osaka Yanmar | 0–0     | Urawa Red Diamonds | Osaka                          |  |
|                              |                     | Reporte |                    | Estadio: Estadio Yodoko Sakura |  |

| 1 de octubre de 2023 Fecha 5 | Mynavi Sendai | 1–1     | Nojima Stella | Sendai                         |  |
|                              |               | Reporte |               | Estadio: Yurtec Stadium Sendai |  |

### Grupo B
|                     | Equipo                       | Puntos | J | G | E | P | GF | GC | DG |
| ------------------- | ---------------------------- | ------ | - | - | - | - | -- | -- | -- |
| 1                   | Albirex Niigata              | 8      | 5 | 2 | 2 | 1 | 9  | 6  | +3 |
| 2                   | Omiya Ardija Ventus          | 8      | 5 | 2 | 2 | 1 | 6  | 4  | +2 |
| 3                   | Chifure AS Elfen Saitama     | 7      | 5 | 2 | 1 | 2 | 8  | 7  | +1 |
| 4                   | Nippon TV Tokyo Verdy Beleza | 7      | 5 | 2 | 1 | 2 | 8  | 12 | -4 |
| 5                   | INAC Kobe Leonessa           | 6      | 5 | 2 | 0 | 3 | 6  | 8  | -2 |
| 6                   | AC Nagano Parceiro           | 5      | 5 | 1 | 2 | 2 | 6  | 6  | 0  |
| Fuente: weleague.jp |                              |        |   |   |   |   |    |    |    |

| 26 de agosto de 2023 Fecha 1 | Tokyo Verdy Beleza | 2–1     | AC Nagano Parceiro | Tokyo                               |  |
|                              |                    | Reporte |                    | Estadio: Ajinomoto Field Nishigaoka |  |

| 27 de agosto de 2023 Fecha 1 | Albirex Niigata | 4–1     | Chifure AS Elfen Saitama | Niigata                           |  |
|                              |                 | Reporte |                          | Estadio: Niigata Athletic Stadium |  |

| 27 de agosto de 2023 Fecha 1 | Omiya Ardija Ventus | 4–1     | INAC Kobe Leonessa | Saitama                      |  |
|                              |                     | Reporte |                    | Estadio: NACK5 Stadium Omiya |  |

| 2 de septiembre de 2023 Fecha 2 | Chifure AS Elfen Saitama | 2–0     | Omiya Ardija Ventus | Kumagaya                           |  |
|                                 |                          | Reporte |                     | Estadio: Kumagaya Athletic Stadium |  |

| 3 de septiembre de 2023 Fecha 2 | AC Nagano Parceiro | 3–1     | INAC Kobe Leonessa | Nagano                    |  |
|                                 |                    | Reporte |                    | Estadio: Nagano U Stadium |  |

| 3 de septiembre de 2023 Fecha 2 | Tokyo Verdy Beleza | 3–2     | Albirex Niigata | Tokyo                               |  |
|                                 |                    | Reporte |                 | Estadio: Ajinomoto Field Nishigaoka |  |

| 9 de septiembre de 2023 Fecha 3 | Albirex Niigata | 2–2     | AC Nagano Parceiro | Niigata                         |  |
|                                 |                 | Reporte |                    | Estadio: Denka Big Swan Stadium |  |

| 10 de septiembre de 2023 Fecha 3 | INAC Kobe Leonessa | 1–0     | Chifure AS Elfen Saitama | Kobe                         |  |
|                                  |                    | Reporte |                          | Estadio: Noevir Stadium Kobe |  |

| 10 de septiembre de 2023 Fecha 3 | Omiya Ardija Ventus | 1–1     | Tokyo Verdy Beleza | Saitama                      |  |
|                                  |                     | Reporte |                    | Estadio: NACK5 Stadium Omiya |  |

| 17 de septiembre de 2023 Fecha 4 | Albirex Niigata | 0–0     | Omiya Ardija Ventus | Niigata                         |  |
|                                  |                 | Reporte |                     | Estadio: Denka Big Swan Stadium |  |

| 17 de septiembre de 2023 Fecha 4 | Tokyo Verdy Beleza | 0–3     | INAC Kobe Leonessa | Tokyo                               |  |
|                                  |                    | Reporte |                    | Estadio: Ajinomoto Field Nishigaoka |  |

| 17 de septiembre de 2023 Fecha 4 | AC Nagano Parceiro | 0–0     | Chifure AS Elfen Saitama | Nagano                    |  |
|                                  |                    | Reporte |                          | Estadio: Nagano U Stadium |  |

| 1 de octubre de 2023 Fecha 5 | Omiya Ardija Ventus | 1–0     | AC Nagano Parceiro | Saitama                      |  |
|                              |                     | Reporte |                    | Estadio: NACK5 Stadium Omiya |  |

| 1 de octubre de 2023 Fecha 5 | Chifure AS Elfen Saitama | 5–2     | Tokyo Verdy Beleza | Kumagaya                           |  |
|                              |                          | Reporte |                    | Estadio: Kumagaya Athletic Stadium |  |

| 1 de octubre de 2023 Fecha 5 | INAC Kobe Leonessa | 0–1     | Albirex Niigata | Kobe                         |  |
|                              |                    | Reporte |                 | Estadio: Noevir Stadium Kobe |  |

## Final
| 14 de octubre de 2023 Final | Sanfrecce Hiroshima Regina | 0–0 (4–2 p) | Albirex Niigata Ladies | Kawasaki                           |  |
|                             |                            | Reporte     |                        | Estadio: Estadio Todoroki Kawasaki |  |

|                                                |
|                                                |
| Campeón Sanfrecce Hiroshima Regina 1.er título |